# Lijst van Belgische muzikale concours
Dit is een lijst van muzikale concours, in België. De meeste wedstrijden kaderen in een lange traditie, of culturele context.

## Klassieke muziek
- Koningin Elisabethwedstrijd
- World Soundtrack Awards: Prijs voor filmmuziek
- Koningin Fabiolawedstrijd: prijs voor beiaardmuziek
- Karel Bouryprijs

## Hedendaagse Muziek
- Jonge Wolven: muziekconcours tijdens de Gentse Feesten
- Lawijtstrijd: muzikale groepen uit het Waasland
- Humo's Rock Rally
- Music Industry Awards
- TMF Awards (1999-2009)
- Het gala van de gouden K's
- De Nieuwe Lichting
- Octaves de la musique
- Sabam Awards
- Vlaamse Cultuurprijs voor Muziek
- Vlaamse Musicalprijs